# Iglesia de las Salinas
La iglesia de Las Salinas de Cabo de Gata es un templo cristiano católico de principios del siglo XX situado en Las Salinas, entre las barriadas de La Almadraba de Monteleva y de Cabo de Gata, en la ciudad de Almería, Andalucía, España.

## Historia
Las explotaciones salineras de Las Salinas de Cabo de Gata, existentes desde época romana, fueron enajenadas en 1872 por el estado. En 1882 fueron adquiridas por una compañía francesa; más tarde las compraría Isabel Oliver y de Cueto para pasar luego a sus herederos, la familia Acosta con el nombre de Salineras de Acosta.
La nueva gestión de Isabel Oliver y los Acosta, que constituyeron la empresa Salinas de Almería en 1904, trajo consigo importantes beneficios que redundaron en el equipamiento urbano para los trabajadores salineros, construyéndose así la iglesia en 1907.

### Restauración

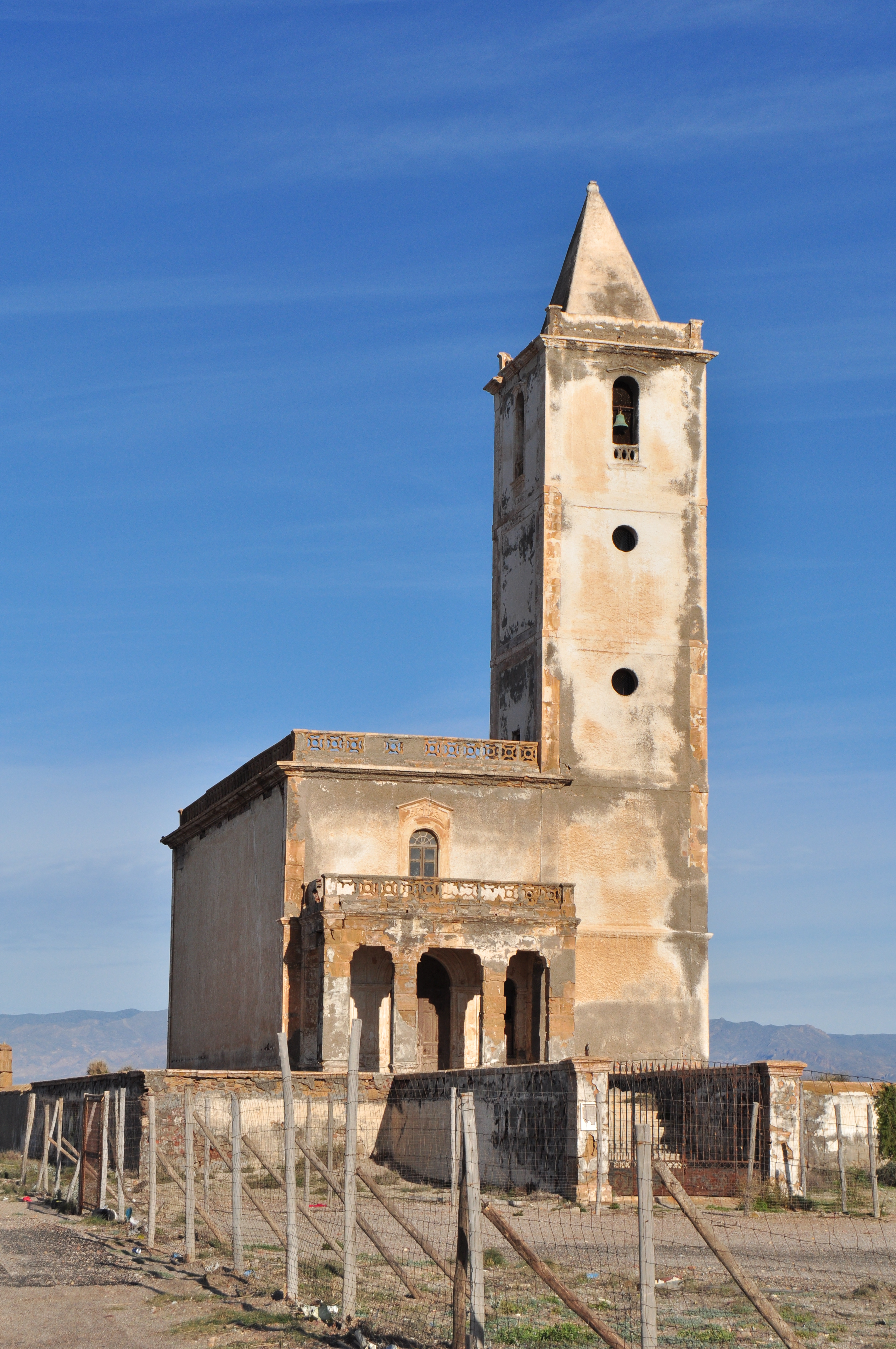
Antes de la restauración

Durante muchos años el edificio amenazaba la ruina. La última vez que se celebró misa en la iglesia fue el 25 de diciembre de 2004 y, al menos desde 2007, las autoridades prometían su restauración. Tras diversas vicisitudes, un amplio movimiento social siempre exigió la recuperación del templo. Tanto el obispado, como el Ayuntamiento de Almería y la Junta de Andalucía se comprometieron a ello.
En marzo de 2011 la Iglesia sufrió varios actos vandálicos , motivo por el cual el Obispado y el Ayuntamiento de Almería llegaron a un acuerdo para su rehabilitación. Finalmente, la restauración terminó el 23 de septiembre de 2012, reanudando su actividad litúrgica, y actualmente la Iglesia de las Salinas se encuentra en buen estado, se puede visitar y en su recinto podemos encontrar un punto de información turística sobre el templo y el parque natural de Cabo de Gata.

## Descripción

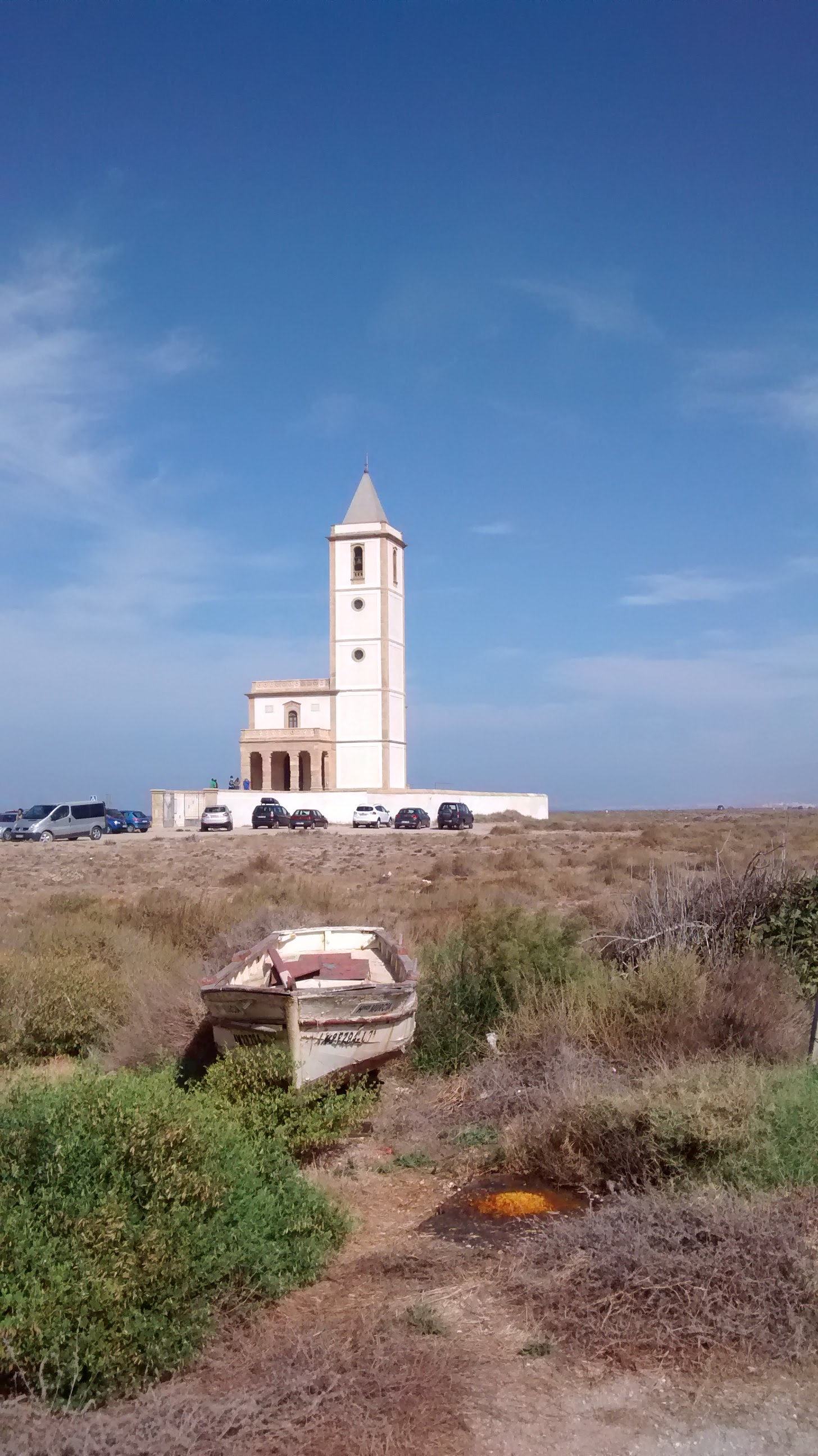
Fotografía de la iglesia restaurada tomada desde el pueblo de las salinas

A diferencia de las viviendas de los salineros, el templo se levantó sobre una plataforma para evitar la entrada de agua y arena, elevación que le confiere cierto aíre de superioridad simbólica. Bajo la nave, se alojaran distintas estancias dedicadas a servicios, entre ellas un palomar.
Estilísticamente, se caracteriza por la sobriedad historicista y el eclecticismo propio de principios de siglo XX en Almería. La fachada se abre a una escalinata flanqueada de dos pilastras rematadas con molduras y un pórtico tetrastilo in antis orientado al sureste, formado por columnas de fuste liso y capitel plano, levantadas sobre plinto. Sobre el mismo se sitúa el balcón del pórtico, con un vano enmarcado en arco de medio punto y decorado con una cruz entre grutescos. La única nave es inusualmente alta y estrecha, de bóveda de cañón, cubierta de una terraza plana rodeada de balaustrada. No obstante, su elemento más característico de su exterior son el patio-cementerio y el espigado campanario cuadrado, decorado con óculos y rematado de pirámide y cruz de hierro. En general, se puede describir su aspecto como italianizante, cosa inusual en un ámbito rural y marinero.
En el interior se veneraron a la Virgen del Carmen y a Santa Bárbara, aunque hoy solo existen dos de la Virgen Niña Inmaculada y el Sagrado Corazón de Jesús. El interior cuenta con coro y sacristía y está decorado con falsas columnas y cenefa labrada en piedra.

## En la cultura popular
La iglesia de las Salinas, por su inusual aspecto y su llamativo emplazamiento, ha aparecido en multitud de vídeos musicales, portadas de discos, anuncios publicitarios, etcétera: 
- En la portada del disco Sin fronteras, de Sergent Garcia.
- En el videoclip del tema Cosmic Girl, de Jamiroquai.
- En el videoclip del tema Pretender Got My Heart, de Alisha's Attic.
- En un anuncio publicitario de Mini Cooper rodado en Almería.[4]
- En un anuncio publicitario del porsche 911 donde se puede ver la iglesia al fondo (2005).
- En la película Vivir es fácil con los ojos cerrados (2013).
- En la película Toro (2016).
- En la serie La casa de papel. Tercera temporada (2019).
- En la serie Entre tierras. Primera temporada (2024).